# レッドブラフ (カリフォルニア州)
レッドブラフ（英語: Red Bluff）は、アメリカ合衆国カリフォルニア州の都市。テハマ郡の郡庁所在地である。人口は2000年に1万3147人だったが、2010年には1万4076人と増加した。
レッドブラフ市はレディングの南48キロメートル、チコの北西64キロメートル、州都サクラメントの北201キロメートルに位置する。シャスタ・カスケードの中では3番目に大きな都市である。

## 歴史
レッドブラフの町が建設されたサクラメント川岸に沿った地帯には昔からノムラキ族インディアンが住んでいた。この地域のインディアンは1830年代初期にマラリアが流行した時に、その大半が死んでしまった。1840年代に白人が到着したときは、ヤナ族とウィンタン族インディアンが住んでいた。
1808年にスペインの士官ガブリエル・モラハがサクラメント・バレーの南側を探検したが、ヨーロッパ人がレッドブラフ地域を訪れたと記録されたのは1821年のルイス・アントニオ・アルヘロの探検隊が初めてだった。1828年4月10日、ジェデディア・スミスがオレゴンに向かう途中でここを通過した。1843年、ピーター・ラッセン、ジョン・ビッドウェルおよびジョン・バーハイムが馬泥棒を追跡する過程でこの地に来た。ラッセンはその後メキシコの土地特許を申請した。現在のレッドブラフがある地域で最初の家屋は1849年後半にジョン・マイアーズが建てたアドベ（日干し煉瓦）小屋であり、マイアーズはそれを短期間ホテルとして運営した。翌年春クーパーがそこに小さなアドベ小屋を建て、A・M・ディブルがそこから１マイル (1.6 km) 北に別のアドベ製ホテルを建てた。このアドベはウィリアム・B・アイドに関連付けられているがこれは間違いで、その家屋はレッドブラフの南にあった。1850年、サシェル・ウッズとチャールズ・L・ウィルソンがレオドシアと呼ぶ町の配置を決め始めたときに町としての歴史が始まった。1854年まではレオドシア、さらにコバーツバーグと呼ばれていたが、この年作られた地図にはレッドブラフという名前が記された。
1851年、現在リーズ・クリークと呼ばれるクリークがサクラメント川に入る所近くにエルブリッジ・G・リードがホテルを建てて経営を始め、その後の時代に大きな成功を収めた。レッドブラフは航行可能な川の最高点にあったので、間もなく繁栄を始め、北部の鉱山で鉱業が盛況を極めた初期には大きな出発点となる町になり、大量の輸送貨物が扱われ、荷馬車隊が動いた。その後鉱山での活動が落ち目になるとともに町は衰退したが、1870年代初期に鉄道が敷かれて復活した。1854年のレッドブラフの人口は1,000人であり、1860年にはそれが約2倍になった。1856年にテハマ郡が創設され、テハマの町に郡庁所在地を持っていこうという強力な動きがあったが、1857年3月にレッドブラフが郡庁所在地に選ばれた。
レッドブラフは1876年に市制を布いた。

## 地理
レッドブラフは北緯40度10分36秒 西経122度14分17秒 / 北緯40.17667度 西経122.23806度に位置する。アメリカ合衆国国勢調査局に拠れば、市域全面積は7.6平方マイル (19.6 km2)であり、このうち陸地は7.4平方マイル (19.2 km2)、水域は0.1平方マイル (0.3 km2)で水域率は1.59％である。

## 気候
レッドブラフの気候は雨の多い冬と暑く乾燥した夏が特徴である。1月の平均最高気温は 12.6℃、最低気温は2.8℃である。7月の平均最高気温は36.6℃、最低気温は18.7℃である。年間平均で32℃以上になるのが100.1日、0℃以下になるのが21.5日ある。過去最高気温は1981年8月7日の49.4℃、最低気温は1937年1月9日の-8.3℃だった。年間平均降水量は590 mmであり、計測可能な降水日は平均して年間71日ある。最も降水量の多かった年は1983年の1,346 mm、最も少なかった年は1976年の183 mmだった。1ヶ月間の降水量が最も多かったのは1995年1月の545 mm、24時間雨量で最も多かったのは1995年1月8日の90 mmだった。降雪量は年平均5.3 cmである。最も降雪量が多かったのは1972年の40 cmだった。1ヶ月間の降雪量が最も多かったのは1937年1月の38 cmだった。

## 人口動態
以下は2000年の国勢調査による人口統計データである。
| 基礎データ - 人口: 13,147人（2006年では17,294人） - 世帯数: 5,109世帯 - 家族数: 3,239家族 - 人口密度: 683.2人/km2（1,768.7人/mi2） - 住居数: 5,567軒 - 住居密度: 289.3軒/km2（748.9軒/mi2） 人種別人口構成 - 白人: 86.7% - アフリカン・アメリカン: 0.6% - ネイティブ・アメリカン: 2.2% - アジア人: 1.6% - 太平洋諸島系: 0.1% - その他の人種: 5.8% - 混血: 3.0% - ヒスパニック・ラテン系: 13.7% 年齢別人口構成 - 18歳未満: 28.7% - 18-24歳: 9.9% - 25-44歳: 28.6% - 45-64歳: 18.0% - 65歳以上: 14.7% - 年齢の中央値: 34歳 - 性比（女性100人あたり男性の人口） - 総人口: 90.1 - 18歳以上: 84.1 | 世帯と家族（対世帯数） - 18歳未満の子供がいる: 36.2% - 結婚・同居している夫婦: 42.4% - 未婚・離婚・死別女性が世帯主: 16.5% - 非家族世帯: 36.6% - 単身世帯: 30.7% - 65歳以上の老人1人暮らし: 14.0% - 平均構成人数 - 世帯: 2.47人 - 家族: 3.07人 収入と家計 - 収入の中央値 - 世帯: 27,029米ドル - 家族: 32,799米ドル - 性別 - 男性: 26,807米ドル - 女性: 21,048米ドル - 人口1人あたり収入: 14,060米ドル - 貧困線以下 - 対人口: 21.1% - 対家族数: 17.7% - 18歳未満: 29.6% - 65歳以上: 9.7% |

## 行事
- 毎年開催されるレッドブラフ・ラウンドアップは1926年から始まっており[5]、西部でも最大級のロデオになってきた。その人気がある雄牛競技会で国内に知られている。
- テハマ・パルスはレッドブラフを含むテハマ郡のイベント・カレンダーを掲載するウェブサイトである[6]。

## メディア
- レッドブラフ・デイリーニューズ
- レディング・レコード・サーチライト社がレッドブラフ住人向けに「テハマ・トゥデイ」と呼ぶ週刊紙を発行している。レコード・サーチライト紙の日曜版に含まれている。

## 著名な出身者と住人
- ウィリアム・B・アイド、カリフォルニア独立革命に参加し、カリフォルニア共和国大統領に指名された
- メアリー・アン・デイ・ブラウン、奴隷制度廃止運動家ジョン・ブラウンの未亡人
- クレア・エングル、元アメリカ合衆国上院議員、「レッドブラフの誇り」と呼ばれている
- ロバート・ショウ、合唱指揮者
- マイケル・チアレロ、著名シェフ
- ゲール・ギルバート、NFLアメリカンフットボール選手
- ビル・レデル、元アメリカンフットボール選手、オクシデンタル大学、カレッジ・フットボールの殿堂入り
- チャック・セシル、NFLアメリカンフットボール選手
- トム・ハンクス、俳優
- ジム・ハンクス、声優、俳優、トム・ハンクスの弟
- マイケル・ラッシュ、写真家、ニューヨーク・タイムズ
- ジェフ・セア、ラジオのパーソナリティ、声優
- シェーン・ドレーク、ミュージックビデオ・ディレクター
- レオ・ゴーシー、劇と映画の俳優
- マーブ・グリソム、メジャーリーグベースボール選手